# The Empty Water Keg
The Empty Water Keg est un film muet américain réalisé par Thomas H. Ince et sorti en 1912.

## Synopsis
Après la découverte d'une mine d'or, un prospecteur, mourant de soif, rencontre un couple qui fait de l'équitation. Mais ces deux personnes sont trop en retard pour lui porter secours...

## Fiche technique
- Réalisation : Thomas H. Ince
- Durée : 10 minutes
- Date de sortie :  États-Unis : 2 février 1912

## Distribution
- Francis Ford : le prospecteur
- Ann Little : la fiancée du cowboy
- Jack Conway : le cowboy